# Laetinaevia
Laetinaevia is een geslacht van schimmels behorend tot de familie Calloriaceae. De typesoort is Laetinaevia lapponica.

## Soorten
Volgens Index Fungorum telt het geslacht 22 soorten (januari 2024):
| Soortnaam                                            | Auteur(s)                      | Publicatiejaar |
| ---------------------------------------------------- | ------------------------------ | -------------- |
| Laetinaevia adonis                                   | (Fuckel) Nannf.                | 1932           |
| Laetinaevia alpina                                   | Petr.                          | 1940           |
| Laetinaevia blechni                                  | E.K. Cash                      | 1941           |
| Laetinaevia carneoflavida (Brandnetelsplijtbekertje) | (Rehm) Nannf. ex B. Hein       | 1976           |
| Laetinaevia colobanthi                               | Gamundí & Spinedi              | 1988           |
| Laetinaevia diaphana                                 | (Rehm) Baral                   | 2020           |
| Laetinaevia epithallina                              | (W. Phillips & Plowr.) Baral   | 2020           |
| Laetinaevia erythrostigma (Monnikskapsplijtbekertje) | (Rehm) B. Hein                 | 1976           |
| Laetinaevia fagicola                                 | Svrček                         | 1976           |
| Laetinaevia lapponica                                | (Nannf.) Nannf.                | 1932           |
| Laetinaevia longispora                               | B. Hein                        | 1976           |
| Laetinaevia luzulae                                  | Spooner                        | 1981           |
| Laetinaevia minutissima                              | (Rostr.) Nannf. ex B. Hein     | 1976           |
| Laetinaevia minutula                                 | (Sacc. & Malbr.) Nannf.        | 1932           |
| Laetinaevia myriospora                               | (W. Phillips & Harkn.) B. Hein | 1976           |
| Laetinaevia pustulata (Eikenbladsplijtbekertje)      | Graddon                        | 1977           |
| Laetinaevia raripila                                 | (Höhn.) Baral & Helleman       | 2020           |
| Laetinaevia sedi                                     | (P. Karst.) B. Hein            | 1976           |
| Laetinaevia setosa                                   | E. Müll.                       | 1959           |
| Laetinaevia stellariae                               | (Rostr.) Lind                  | 1934           |
| Laetinaevia triglochinis                             | Gremmen                        | 1956           |
| Laetinaevia veratri                                  | E.K. Cash                      | 1951           |